# Kocsó-kápolna
A Kocsó-kápolna a Csongrád-Csanád vármegyei Kisteleken található római katolikus fogadalmi kápolna.

## Fekvése
Az Ópusztaszer felé vezető út mellett fekvő új temetőben áll a római katolikus kápolna, közel az úthoz.

## Története
A kápolnát a község által felajánlott telken Kocsó József kereskedő és felesége, Gémes Teréz építtette 1899-ben. Ugyanekkor állíttatták a kálváriát, melynek költségét lakossági felajánlásból fedezték. A kápolna előtt álló feszületet szintén Kocsó házaspár emeltette 1913-ban.
A kápolnát és a kálváriát a második világháborúig még gondozták, de az 1970-es évektől gazdátlanná vált, és fokozatosan lepusztult. 2000-ben a kisteleki képviselőtestület határozatban rögzítette a kápolna környékének kegyeleti parkká nyilvánítását, és helyi védettségét. A felújítás 2000-ben kezdődött és két év múlva fejeződött be.